# Macroglossum fuscicauda
Macroglossum fuscicauda är en fjärilsart som beskrevs av Rothschild och Jordan 1894. Macroglossum fuscicauda ingår i släktet Macroglossum och familjen svärmare. Inga underarter finns listade i Catalogue of Life.